# Ван Бюрен, Армин
Армин ван Бюрен (нидерл. Armin van Buuren; род. 25 декабря 1976, Лейден, Нидерланды) — нидерландский музыкальный продюсер и диджей.
Является обладателем многих именитых наград, включая ТОП 100 DJ по версии DJ Magazine, профильных наград Trancepodium и других. Занимал первое место по фанатскому голосованию в DJ Magazine с 2007 по 2010 год, и в 2012 году. Более 20 лет подряд с 2002 по 2023 входил в ТОП 5 лучших диджеев мира по версии TOP 100 DJ. В 2013 году был номинирован на премию Грэмми за трек «This Is What It Feels Like», записанный вместе с Тревором Гатри, что его сделало четвёртым музыкантом в стиле транс, который когда-либо был номинирован на престижную премию, и это ставит его в один ряд с Tiësto, Полом ван Дайком и BT.
В 2001 году основал свое радиошоу A State of Trance и одноимённый лейбл A State of Trance, а также совместно с партнерами Майклом Пироном и Дэвидом Льюисом основывают музыкальный лейбл Armada Music, имя которого основывается на первых двух буквах их имени.
Записал 9 студийных альбомов. Первый альбом 76, вышедший в 2003 году, даст старт развитию карьеры. Студийный альбом 2008 года Imagine вошёл в нидерландский альбомный чарт на первой позиции в первый раз для артиста танцевального жанра в истории Нидерландов. Релиз шестого альбома Embrace состоялся 29 октября 2015 года на лейбле Armada Music. В записи приняли участие Cosmic Gate, Gavin DeGraw, Hardwell, Eric Vloeimans и Mr Probz. Последним выпущенным альбомом на сегодняшний день является Breathe In, выпущенный 12 января 2024 года.

## Биография
Армин ван Бюрен родился в Лейдене, но вырос в деревне Каудекерк-ан-ден-Рейн. Начал создавать музыку в 14 лет.. Закончил в 1995 году Муниципальную гимназию в Лейдене и затем изучал юриспруденцию в Лейденском университете.
По признанию самого Армина, стать музыкантом его вдохновила музыка известного композитора электронной музыки Жан-Мишель Жарра. Начав работать диджеем в клубе «Next», играл разнообразные сеты всю неделю, многие из которых длились по шесть часов и более. Поскольку его музыкальная карьера начала набирать обороты, он отложил юриспруденцию в долгий ящик, хотя потом вернулся окончить университет в 2003 году.
18 сентября 2009 году Ван Бюрен женился на Эрике ван Тиель, с которой встречался десять лет. Их дочь Фенна родилась в июле 2011 года, а сын Реми в июле 2013 года.
В 2013 году Ван Бюрен стал кавалером ордена Оранских-Нассау за вклад в музыку, получив знаки различия (значок и ленту) из рук мэра Лейдена.

## Карьера

### 1995—1999: Начало карьеры и успех
В 1995 г. Ван Бюрен получил свой главный первый успех с треком под названием «Blue Fear» (рус. Паника), который был выпущен на лейбле «Cyber Records»; когда ему было 19 лет. Этот трек, который был сделан в жанре евро-транс, попал в британский чарт. Другой успешный трек «Communication» был выпущен тем же лейблом и стал популярным на Ивисе летом 1999 г. После подписания договора с AM PM Records, попал в британский чарт на 18-ю позицию в 2000 г.

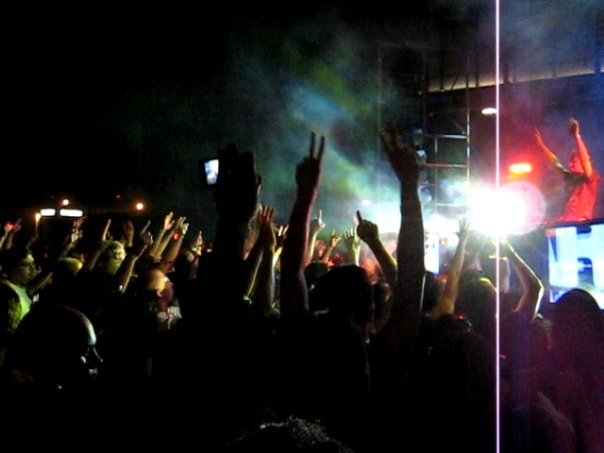
Армин ван Бюрен в ночном клубе «Lizard Lounge», Даллас, 9 августа 2008

Ван Бюрен начал диджейскую карьеру в ночном клубе «Nexus» в Лейдене, где он учился играть длинные диджейские сеты, длящиеся от шести до семи часов за раз. Во время каникул он играл более четырёх раз в неделю. В 1999 г. он встретил Дейва Льюиса, который был диджеем в Англии и США. Его карьера пошла вверх, когда он вошёл в список «Топ 100» журнала «DJ Magazine» в ноябре 2001 г. на 27 позиции. Он играл в более чем 25 странах и чаще всего на главных сценах крупных летних фестивалей. Ван Бюрен играл рекордный сет двенадцать с половиной часов в «Dancetheater» в Гааге, Нидерланды. В Великобритании он регулярно выступал в «Passion» (резиденция 2002 г.), «Godskitchen», «Gatecrasher», «Slinky», «Ministry of Sound», «Peach and Golden».
В начале 1999 г. Ван Бюрен открыл свой собственный лейбл Armind вместе с «United Recordings». Его первый релиз «One» (рус. Первый) под псевдонимом Gig был хорошо принят. Прежде, чем записывающий лейбл успел сделать второй релиз «Touch Me», клуб «Ministry of Sound» подписал контракт на выступление в Великобритании под названием «Rising Star» (рус. Восходящая звезда).
К тому времени третий релиз «Free» (рус. Свободный) под псевдонимом Gimmick был выпущен на лейбле R&S Records, его лейбл был популярным. Под псевдонимом Gaia он выпустил «4 Elements» на «Captivating Sounds», подлейбле Warner Brothers. В результате объединения с Tiësto, родились два новых проекта: Major League — «Wonder Where You Are?» (рус. Интересно, где ты?) был выпущен на «Black Hole Recordings» и Alibi — «Eternity» (рус. Вечность) был выпущен на «Armind». «Eternity» получил успех в клубах и чартах и был выпущен также на лейбле Пола ван Дайка «Vandit Records». Другое важное сотрудничество последовало за этим. Вместе с Ферри Корстен Ван Бюрен записал рифф под названием «Exhale» (рус. Выдох) для альбома System F, который был выпущен синглом. Этот трек получил Золотой статус меньше, чем за месяц.

### 2000—2004: «A State of Trance» и «76»
В 2000 году Ван Бюрен запустил свою собственную серию сборников. Он нашёл баланс между прогрессивным хаусом и вокальным трансом. Его первый сборник «A State of Trance» (не путать с его еженедельным радиошоу «A State of Trance»), был распродан 10 000 копиями, и в него вошёл ремикс Ван Бюрена на Moogwai под названием «Viola». Его второй альбом «Basic Instinct» вышел с новым треком: «Perpetuous Dreamer» — «The Sound of Goodbye». Этот трек попал в голландские чарты в июне 2001 г. на 26 позиции. Позже в том же году трек стал хитом No. 1 в чарте Hot Dance Music/Club Play. Третий альбом «In Motion» был выпущен 6 августа 2001 г. Четвёртый альбом «Transparence» вышел в 2002 г. В 2003 г. он работал с DJ Seth Alan Fannin весь мировой тур «Dance Revolution», который проходил в Европе; в Нидерландах на его выступлении присутствовало 20 тыс. человек.
В марте 2001 Ван Бюрен запустил своё радиошоу на ID&T (обычно вещающее в Нидерландах, а позднее и в Англии под названием ASOT 183). В этом еженедельном двухчасовом шоу под названием «A State of Trance», он играл популярные трансовые треки. Шоу стало популярным за счёт того, что к нему приходили артисты. Их имена и их треки он выкладывал на свой веб-сайт. Когда ID&T радио поменяло направление жанра в 2004 г., Ван Бюрен ушёл и забрал с собой «A State of Trance». Шоу переехало на Fresh FM, а позже и на SLAM!FM (голландские радиостанции). Сейчас оно еженедельно работает на Radio 538, другом голландском радио, DI.FM, онлайн радиостанции, на XM Satellite Radio и на канале 80 в США и Канаде. В России шоу ретранслируется на Радио Рекорд еженедельно каждую пятницу с 23:00 до 01:00 по московскому времени. Также в 2004 г. Ван Бюрен переделал главную тему в сериале «24» в трансовый хит. В июне 2005 г. был отпразднован 200-й эпизод в Амстердаме, а позже вышел на радио. 250-й (восьмичасовой) юбилейный эпизод был отпразднован в клубе «Asta» в Гааге, Нидерланды при участии Ван Бюрена, Джонаса Стеура, M.I.K.E., Джон Эскью, Rank 1 и Menno de Jong.
В 2002 он переехал в Глоу, Вашингтон, округ Колумбия, и играл на территории Северной Америки: в Сан-Франциско, Ванкувере, Хьюстоне, Торонто, Бостоне, Калгари, Шарлотте, Чикаго, Монреаль, Детройте, Эдмонтоне, Атланте, Остине, Денвере, Нью-Йорке, Лос-Анджелесе, Сент-Луисе, Миннеаполисе, Сиэтле и ночном клубе «The Necto». Он регулярно появлялся в Amnesia на острове Ивиса, Балеарские острова, Испания. В октябре того же года Ван Бюрена поставили на пятое место в списке «DJ Mag» «Топ-100 диджеев по версии фанатов».
В июне 2003 года Ван Бюрен отметил 100-й эпизод «A State of Trance» в «Bloomingdale», Блоемендаал аан Зее, Нидерланды и выпустил свой дебютный альбом «76», a 76-минутный альбом, поделённый на 13 треков. В том же году его поместили на третье место в списке «DJ Mag» «Топ 100 диджеев по версии фанатов» и там держался два года подряд (2004, 2005).

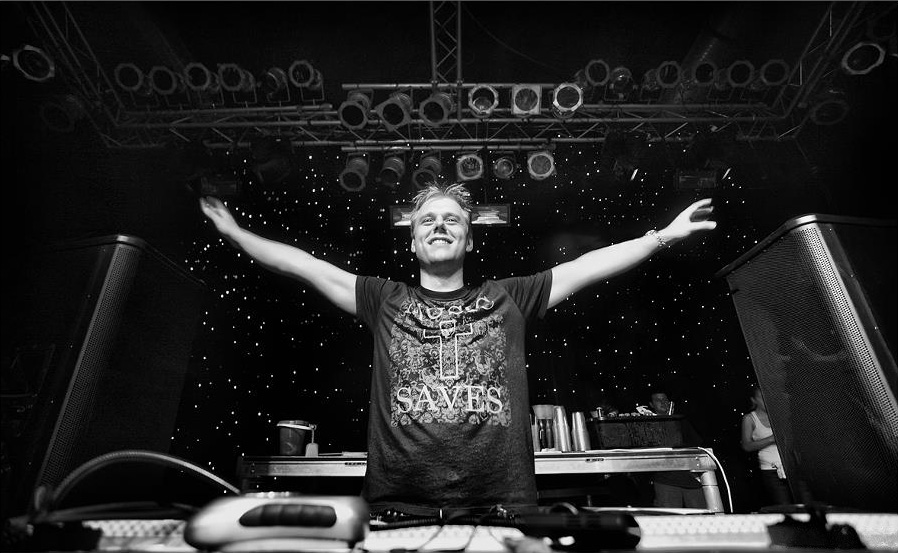
Армин ван Бюрен выступает в «Avalon», Бостон, 2007 г.

### 2005—2009: «Shivers» и «Imagine»
2 июня 2005 года он отметил 200-й эпизод «A State of Trance» в Мюсеумплейне, Амстердам, Нидерланды. 8 августа 2005 года Ван Бюрен выпустил второй студийный альбом «Shivers». При создании альбома Ван Бюрен работал с американо-пакистанской певицей Надией Али, английской певицей Джастиной Суиссой и американским транс-дуэтом Gabriel & Dresden.
25 мая 2006 он отмечал с различными артистами 250-й эпизод «A State of Trance» в «Asta», Гаага, Нидерланды. Он попал на второе место в списке журнала «DJ Mag» в 2006 года «Топ 100 диджеев по версии фанатов». 17 мая 2007 года он отметил с различными артистами 300-й эпизод «A State of Trance» в «Pettelaarse Schans», Хертогенбос, Нидерланды.
В итоге Армин занял первую строку в 2007 году в списке «DJ Mag» «Топ 100 диджеев по версии фанатов».
12 января 2008 года Ван Бюрен получил награду «Buma Cultuur Pop Award» — самую престижную голландскую награду.
17 апреля 2008 г. Ван Бюрен выпустил свой третий студийный альбом «Imagine». В его создании приняли участие такие артисты, как Жаклин Говейрт из Krezip. Альбом дебютировал первой строкой в голландском альбомном чарте. На второй сингл «In and Out of Love» при участии Шарон ден Адель из группы Within Temptation, был снят клип (более 257 миллионов просмотров).
После выпуска «Imagine» Ван Бюрен начал работать с Бенно Де Гое из Rank 1 в сольных записях и ремиксах. 1 мая 2008 г. он отметил с различными артистами 350-й «A State of Trance» в «Noxx», Антверпен, Бельгия. Его также выбрали первым в 2008 году в списке «DJ Mag» «Топ 100 диджеев по версии фанатов».
Он сотрудничал со своим братом Эллером ван Бюреном в Together As One в Лос-Анджелесе, США, в новогоднюю ночь в 2009 году, а также при создании альбома 2008 года «Imagine». Их выступление на Together As One было очень долгим выступлением в рамках мирового турне «Armin Only: Imagine».
Чтобы отметить 400-й эпизод «A State of Trance», он выступил с тремя шоу с различными артистами. Места проведения: клуб «Butan», Вупперталь, Германия 16 апреля 2009 года, ночной клуб «AIR», Бирмингем, Великобритания 17 апреля и «Maassilo», Роттердам, Нидерланды 18 апреля.
Также в 2009 году «Foreign Media Games» объявил о выпуске «Armin van Buuren: In the Mix», музыкальной игре, которая была создана совместно с «Cloud 9 Music» и лейблом Армина «Armada». Её выпуск был назначен на 2010 год эксклюзивно для консоли Wii.
Его выбрали первым в 2009 году в списке «DJ Mag» «Топ-100 диджеев по версии фанатов» третий год подряд.

### 2010—2014: «Mirage», «Intense»
3 марта 2010 года Ван Бюрен был награждён Золотой Арфой за его музыкальную работу и ценный вклад в голландскую музыку от имени BUMA/STEMRA на церемонии 2010 г. «Buma Harpen Gala» в Хилверсюме, Нидерланды.
Чтобы отметить 450-й эпизод «A State of Trance», он выступил с различными артистами на пяти шоу в двух странах. Места проведения: ночной клуб «The Guvernment», Торонто, Канада 1 апреля 2010 года, Roseland Ballroom, Нью-Йорк, США 2 и 3 апреля, Expo Arena, Братислава, Словакия 9 апреля и Зал Столетия, Вроцлав, Польша 24 апреля.
23 июня 2010 г. было объявлено, что выходит четвёртый студийный альбом Ван Бюрена «Mirage» 10 сентября. Первый сингл «Full Focus» был выпущен через iTunes Store 24 июня в полночь. Песня достигла шестидесятой строки в Нидерландах. На одном из треков с альбома под названием «Not Giving Up On Love» приняла участие английская певица Софи Эллис-Бекстор, который был выпущен синглом с четвёртого альбома Бекстор «Make a Scene». Армин также написал песню для английского певца Сила, но из-за того, что должен был выйти его альбом лучших хитов «Hits», сотрудничество так и не состоялось.
12 сентября 2010 г. Ван Бюрен запустил «A State of Sundays», новое еженедельное 24-часовое шоу, которое выходит в эфир на Sirius XM Radio.
20 октября 2010 г. Ван Бюрен выиграл награду в категории «Самый популярный диджей в мире» на церемонии «The Golden Gnomes».
27 октября 2010 Ван Бюрен объявил, что 4-й год подряд он стал диджеем № 1.
Тур 2010 года «Armin Only: Mirage» начался 13 ноября 2010 в Утрехте и продолжился в Санкт-Петербурге, Киеве, Буэнос-Айресе, Мельбурне, Бейруте, Познани, Москве и Братиславе.
Чтобы отметить 10-летний юбилей и 500-й эпизод его еженедельного радиошоу «A State of Trance», Ван Бюрен выступал на пяти шоу на пяти континентах пять недель подряд с различными артистами. Первое шоу прошло 19 марта 2011 года в Йоханнесбурге, Южная Африка в MTN Expo Centre. Шоу в Майами проходило в рамках Ultra Music Festival 27 марта. Третье празднование ASOT 500 было отмечено в G.E.B.A., Буэнос-Айрес, Аргентина. Самое многозначительное выступление прошло в выставочном центре в провинции Брабант в Хертогенбосе, Нидерланды. При участии более 30 диджеев со стран всего мира на мероприятие пришло 30 000 человек. Мероприятие показывали в прямом эфире в 30 странах. Финальное шоу проходило в Сиднее, Австралия 16 апреля в Acer Arena.

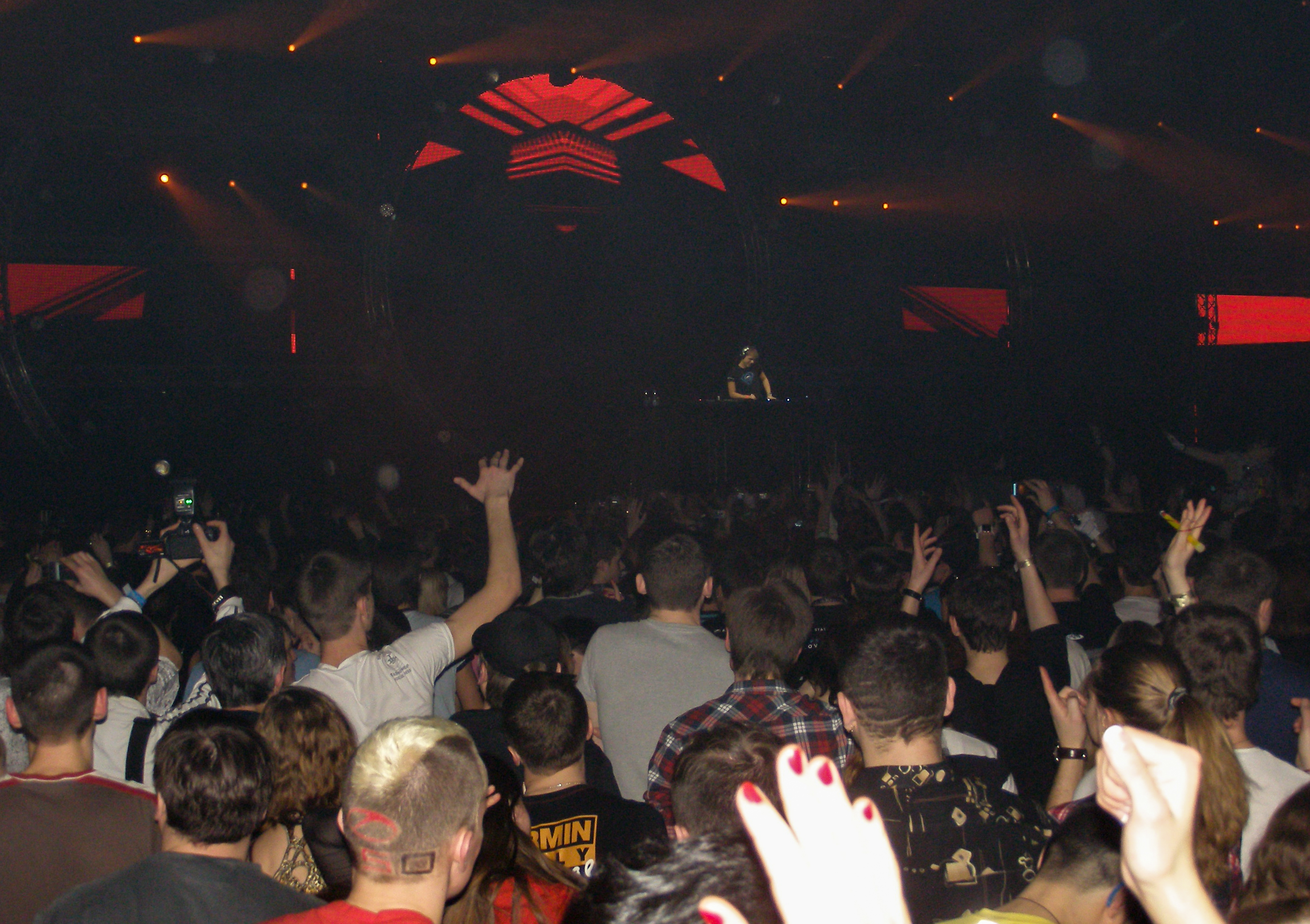
ASOT 550 в Киеве

Чтобы отметить 550-й эпизод «A State of Trance», он выступал с различными артистами на 2 разных континентах 4 недели. Шоу было названо «A State of Trance 550: Invasion». Первое мероприятие было отпраздновано в «Ministry of Sound» в Лондоне 1 марта 2012 г. 7 марта проходило второе мероприятие в Экспоцентре, Москва. Киевляне смогли увидеть шоу в «Международном Выставочном Центре» 10 марта. 17 марта как часть фестиваля Beyond Wonderland в Лос-Анджелесе и 25 марта в Ultra Music Festival в Майами. 31 марта самое крупное финальное выступление ASOT 550 проводилось в Брабанте Хертогенбос, Нидерланды.
19 октября 2012 Ван Бюрен был объявлен диджеем номер один в мировом списке «DJ Mag» «Топ 100 диджеев по версии фанатов» рекордный пятый раз.
Чтобы отметить 600-й эпизод «A State of Trance», Ван Бюрен объявил, что он выступит с различными артистами по всему миру. Шоу было названо «A State of Trance 600: The Expedition». Это было самое многозначительное событие. Места и даты его проведения были: Мадрид 14 февраля 2013, Мехико 16 февраля, Сан-Паулу 1 марта, Минск 7 марта, София 8 марта, Бейрут 9 марта, Куала-Лумпур 15 марта, Мумбаи 16 марта, Майами 24 марта, Гватемала 27 марта, Нью-Йорк 30 марта и Хертогенбос 6 апреля 2013 г.

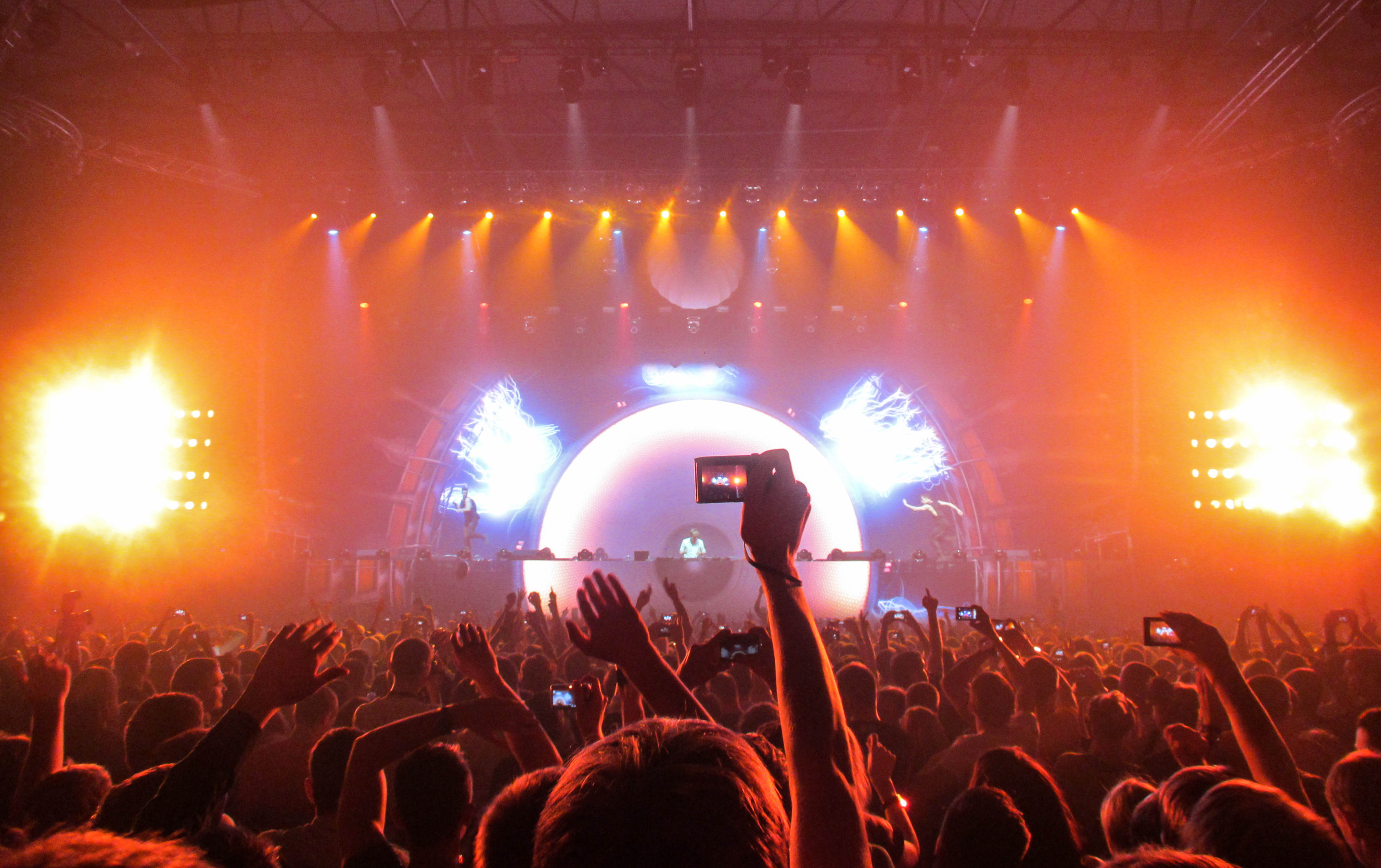
Armin Only: Intense в Киеве

2 марта 2013 Ван Бюрен объявил о выходе пятого альбома «Intense» 3 мая 2013 года. Первый сингл с альбома «This Is What It Feels Like» при участии канадского певца-исполнителя Тревора Гутри был выпущен 5 апреля. Сингл был успешен и сделал его 4-м трансовым артистом, номинированным на «Грэмми» в категории «Лучшая Танцевальная Запись». Тур в поддержку альбома Armin Only: Intense был назначен на 17 октября 2013 года.
30 апреля 2013 года прошло отречение королевы Беатрикс в пользу своего сына короля Виллема-Александра, который был коронован в тот же день. Ван Бюрен был хедлайнером на выступление со зрителями во время празднования коронации короля в Амстердаме. В то время как он выступал вживую с оркестром Консертгебау, король Виллем-Александр, королева Максима и их три дочери незапланировано вышли на сцену.
19 октября 2013 Ван Бюрен стал вторым в списке «DJ Mag» «Топ-100 диджеев по версии фанатов». В 2014 году Армин занял третье место по результатам голосования DJ Mag «Топ-100 диджеев по версии фанатов». В 2014 году Армин выступил в Санкт-Петербурге со своим шоу «Armin Only Intense». В 2014 году занял 3 место в рейтинге DJ Mag.

### 2015—по наст. время: «Embrace» и «Balance»
В 2015 году он выпустил свой 6-й студийный альбом «Embrace», в записи альбома приняли участие Cosmic Gate, Gavin DeGraw, Hardwell, Eric Vloeimans a Mr. Probz. Релиз состоялся 29 октября 2015 года на лейбле Armada Music. В начале 2015 он выпустил сингл «Together», который стал гимном фестиваля «A State of Trance», релиз состоялся на Armada Music. 11 июля 2016 года состоялась премьера клипа «Freefall».
2 февраля 2017 года Армин запустил шоу A State of Trance на Youtube (с 800-го эпизода) в виде прямых видео-трансляций. Шоу проходит каждый четверг в 21:00.
В 2019 выпускает свой седьмой студийный альбом «Balance», выпущенный 25 октября 2019 года. Записан совместно с такими музыкантами как Above & Beyond, BT, и сочетает в себе такие направления как транс, хаус, хардстайл.
В 2021 году выпускает альбом A State of Trance FOREVER, в коллаборации с известными музыкантами, такими как Maor Levi, Джузеппе Оттавиани, AVIRA, Rank 1, Aly & Fila.
31 марта 2023 года выпускает свой восьмой студийный альбом «Feel Again».
12 января 2024 года выходит девятый альбом «Breathe In».

## Дискография
- «76» (16.06.2003)
- «Shivers» (08.08.2005)
- «Imagine» (2008)
- «Mirage» (2010)
- «Intense» (03.05.2013)
- «Embrace» (29.10.2015)
- «Balance» (25.10.2019)
- «Feel Again, Part 1» (10.06.2022)
- «Feel Again, Part 2» (21.10.2022)
- «Feel Again, Part 3» (31.03.2023)
- «Feel Again» (31.03.2023)
- «Breathe In» (12.01.2024)